# 지방도 제376호선
지방도 제376호선은 경기도 연천군 중면 적거리와 포천시 관인면 사정리를 잇는 경기도의 지방도이다.
연천군 중면 구간은 민간인통제구역이기 때문에 이용할 수 없으며 도로 또한 개설되어 있지 않다. 실질적으로 통행은 신서면 답곡리부터 가능하다. 내산리부터 포천시 구간 또한 개설되어 있지 않다.

## 연혁
- 2005년 3월 28일 : 지방도 제376호선을 새로 지정[1]

## 주요 경유지
- 연천군
  - 중면 (미개통구간 : 적거리 (지방도 제371호선과 분기) - 마거리)
  - 신서면 (미개통 구간 : 답곡리) - 답곡1교 - 도신리 - 방아교 - 방아다리삼거리 - 도신육교 - 도신3리삼거리 - 내산리입구 - 축구교 - 내산교 - 범화골삼거리 - (미개통 구간 : 내산리)
- 포천시
  - 관인면 (미개통 구간 : 삼율리 - 초과리 (국도 제87호선과 분기) - 사정리)

## 중복 구간
- 연천군 신서면 방아다리삼거리 ~ 내산리입구 : 국도 제3호선과 중복

## 도로명
- 연천군 신서면 답곡리 ~ 방아다리삼거리 : 도신로
- 연천군 신서면 방아다리삼거리 ~ 내산리입구 : 연신로
- 연천군 신서면 내산리입구 ~ 범화골삼거리 : 도내로